# Họ Sen
Họ Sen (danh pháp khoa học: Nelumbonaceae) là một họ thực vật có hoa trong bộ Bộ Quắn hoa. Tên khoa học của họ này có nguồn gốc từ từ Nelumbo (tiếng Hindi: कमल) trong tiếng Sinhala nelum, để chỉ các loài sen.
Chi điển hình và là chi duy nhất còn tồn tại của họ này là chi Nelumbo, với 2 loài. Sen hồng (Nelumbo nucifera) được biết đến nhiều như là một loại hoa linh thiêng của Ấn giáo và Phật giáo và là quốc hoa của Ấn Độ. Thân rễ của nó cũng được sử dụng nhiều trong ẩm thực châu Á. Nhà thờ của Bahá'í giáo tại Ấn Độ có hình dạng của hoa sen. Sen trắng (Nelumbo lutea) là loài sen thứ hai có màu trắng thấy phổ biến ở Bắc Mỹ.
Ngoài ra, họ này còn được ghi nhận ít nhất thêm 4 chi hóa thạch, gồm Nelumbites, Exnelumbites, Paleonelumbo, và Nelumbago,

## Phân loại
Trước đây, họ này chỉ được một số ít các nhà phân loại học công nhận. Các loài trong họ này thường được gộp chung vào họ Súng (Nymphaeaceae), do chúng có hoa rất giống với các loài hoa súng trong họ Nymphaeaceae (họ Súng), vì vậy trước đây các chi trong họ này được xếp vào họ Nymphaeaceae. Tuy nhiên, gần đây các nghiên cứu phân tử đã chỉ ra đây là một họ sinh học riêng, có họ hàng gần hơn với các họ Platanaceae và Proteaceae. Lá của các loài sen có thể phân biệt được với lá của các loài trong họ Nymphaeaceae, do lá sen có hình khiên (lá tròn), trong khi đó Nymphaeaceae có vết khía hình chữ V đặc trưng từ mép lá vào tâm của lá. Quả ở trung tâm chứa các hạt của các loài cũng có đặc trưng phân biệt và được gọi là gương sen hay bát sen. Hệ thống APG IV năm 2016 (không thay đổi so với hệ thống APG trước đây của năm 1998, hệ thống APG II năm 2003 và hệ thống APG III năm 2009) công nhận thành một họ riêng trong bộ Proteales, trong nhánh eudicots.
Hệ thống Cronquist năm 1981 cũng công nhận họ này nhưng đặt nó trong bộ Súng (Nymphaeales) thuộc phân lớp Magnoliidae của lớp thực vật hai lá mầm (Magnoliopsida).
Hệ thống Dahlgren và hệ thống Thorne (1992) cũng công nhận họ này và đặt nó trong một bộ riêng của chính nó là bộ Sen (Nelumbonales) thuộc siêu bộ Magnolianae của phân lớp Magnoliidae [=thực vật hai lá mầm].

## Lợi ích của sen với đời sống
- Hoa sen là một biểu tượng cho sự thanh cao theo người Việt và nhiều nơi khác ở châu Á. Hình ảnh tòa sen hiện diện trong ảnh thờ phụng, đặc biệt là Phật giáo.
- Hạt sen được dùng làm thuốc trị các chứng mất ngủ thông thường và có tác dụng an thần. Trong ngày Tết thì hạt sen được dùng làm mứt để thưởng thức với trà nóng.
- Ngó sen cũng được chế biến làm thực phẩm như "gỏi ngó sen"
- Trong ca dao tục ngữ:

Trong đầm gì đẹp bằng sen
Lá xanh bông trắng lại chen nhị vàng
Nhị vàng, bông trắng lá xanh
Gần bùn mà chẳng hôi tanh mùi bùn
(ca dao)
Trên đời gì rẻ bằng Bèo, 
Chờ khi nước lụt, Bèo trèo lên Sen. 
Trên đời gì tốt bằng Sen, 
Quan yêu dân chuộng, rã bèn cũng hư. 
(ca dao)